# Mabea frutescens
Mabea frutescens är en törelväxtart som beskrevs av Eugene Jablonszky. Mabea frutescens ingår i släktet Mabea och familjen törelväxter. Inga underarter finns listade i Catalogue of Life.